# Aeroporto di Lipeck
L'aeroporto di Lipeck (in russo Аэропорт Липецк?) (IATA: LPK, ICAO: UUOL), conosciuto anche come l'aeroporto di Lipeck-Kuz'minskie Otveržki, è un aeroporto internazionale situato in Russia europea, nella città di Lipeck, il capoluogo dell'oblast' omonimo.

## Storia
- 1966 - l'apertura dell'aeroporto a Lipeck.
- 15 novembre 1973 - i primi Yakovlev Yak-40 dell'Aeroflot-Lipeck hanno iniziato i voli di linea per Sinferopoli, Dnipropetrovsk, Mineral'nye Vody, Mosca.
- 1987 - l'apertura del Terminal nuovo dell'aeroporto di Lipeck, la flotta dell'Aeroflot-Lipeck conta 29 aerei ed elicotteri.
- 1991-2003 - la chiusura dell'aeroporto in seguito alla crisi economica della Russia.
- 30 marzo 2002 - la vendita della flotta della compagnia aerea di Lipeck in seguito alla bancarotta alla moscovita Welta-Garant.
- 2003 - la riapertura dell'aeroporto civile a Lipeck.
- 20 maggio 2004 - il primo volo di linea Lipeck-Mosca-Domodedovo operato dalla compagnia aerea russa Polet Airlines.
- 11 aprile 2008 - l'aeroporto di Lipeck è diventato uno scalo aereo internazionale dopo la decisione del Governo della Federazione Russa dello sviluppo strategico dell'Oblast' di Lipeck.
- 2009 - all'aeroporto di Lipeck sono stati effettuati 627 voli di linea e 776 charter, 280 voli in meno rispetto all'anno precedente. Nello stesso tempo sono continuati i lavori di ampliamento e dello sviluppo del complesso aeroportuale con un totale di 1 miliardo RUR investiti in un anno.
- 16 agosto 2010 - il primo aereo Saab 340B della russa Polet Airlines ha atterrato all'aeroporto di Lipeck.[3]
- 17 giugno 2013 - 31 ottobre 2013 - la chiusura dell'aeroporto per lavori di ricostruzione con lo spostamento di voli di linea all'aeroporto di Voronež-Čertovickoe.[4]

## Dati tecnici
L'aeroporto di Lipeck è dotato attualmente di una pista attiva di cemento asfaltato. La lunghezza della pista attiva è di 2 300 m x 48 m.
L'aeroporto di Lipeck è uno scalo aeroportuale di classe B con il peso massimo al decollo dei velivoli accettato di 60 tonnellate.
L'aeroporto di Lipeck è aperto 24 ore al giorno.
L'aeroporto è equipaggiato per la manutenzione, l'atterraggio/decollo degli aerei: Antonov An-12, Antonov An-24, Antonov An-26, Antonov An-72, Antonov An-74, Ilyushin Il-18, Yakovlev Yak-40, Yakovlev Yak-42, Tupolev Tu-134, Ilyushin Il-114, Saab 340B, Saab 2000, Pilatus PC-12 e di tutti gli aerei di classe inferiore.

## Strategia
L'aeroporto di Lipeck attualmente è aperto per i voli di linea e per i voli charter nazionali russi, ma è previsto la certificazione dello scalo secondo i criteri dell'ICAO per diventare un aeroporto internazionale di classe B.
Nei primi 10 mesi del 2007 all'aeroporto di Lipeck sono stati effettuati circa 1200 voli di quelli circa 500 i voli charter con la crescita di circa 20% rispetto al 2006.
Per il prossimo futuro è previsto l'ampliamento della pista attiva fino a 2 800 m con l'aumento del peso massimo al decollo dei
velivoli che permette atterraggio/decollo degli aerei di linea più grandi come i Tupolev Tu-154M, Boeing 737, Airbus A319.
Il numero di parcheggi all'aeroporto di Lipeck sarà aumentato da 12 a 48 con i parcheggi attrezzati anche per gli aerei cargo.
Inoltre, è previsto la ricostruzione del Terminal passeggeri con l'apertura di esercizi commerciali Duty Free e la creazione di nuovi punti di frontiera e di dogana all'interno del Terminal.

## Collegamenti con Lipeck
Trasporto pubblico
L'aeroporto di Lipeck si trova a 7 km a nord della città ed è facilmente raggiungibile dalla Stazione di Lipeck delle Ferrovie russe con la linea n.119 del trasporto pubblico locale.